# Ascensori idraulici del Canal du Centre

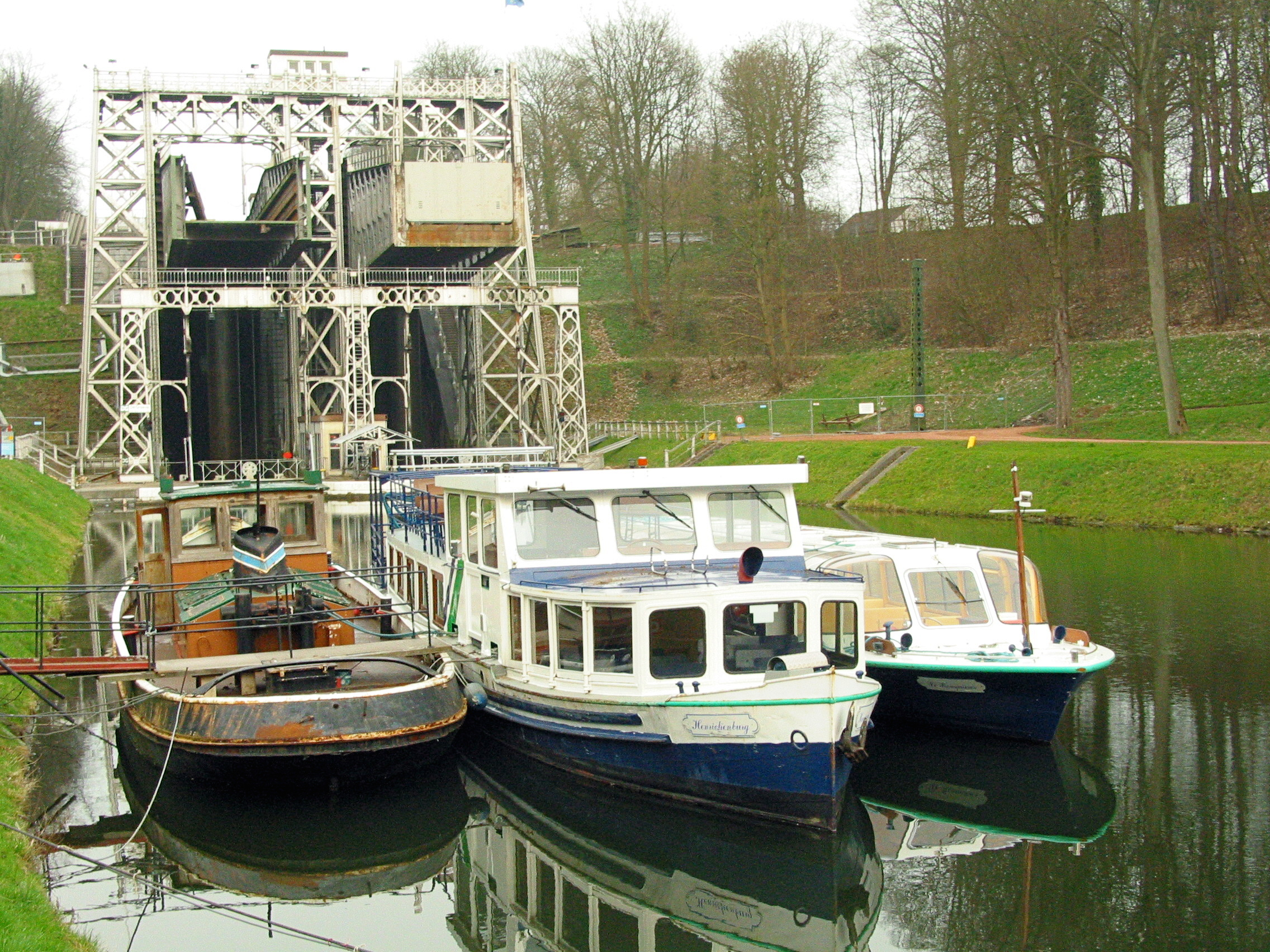
Strépy-Bracquegnies: ascensore idraulico numero 3

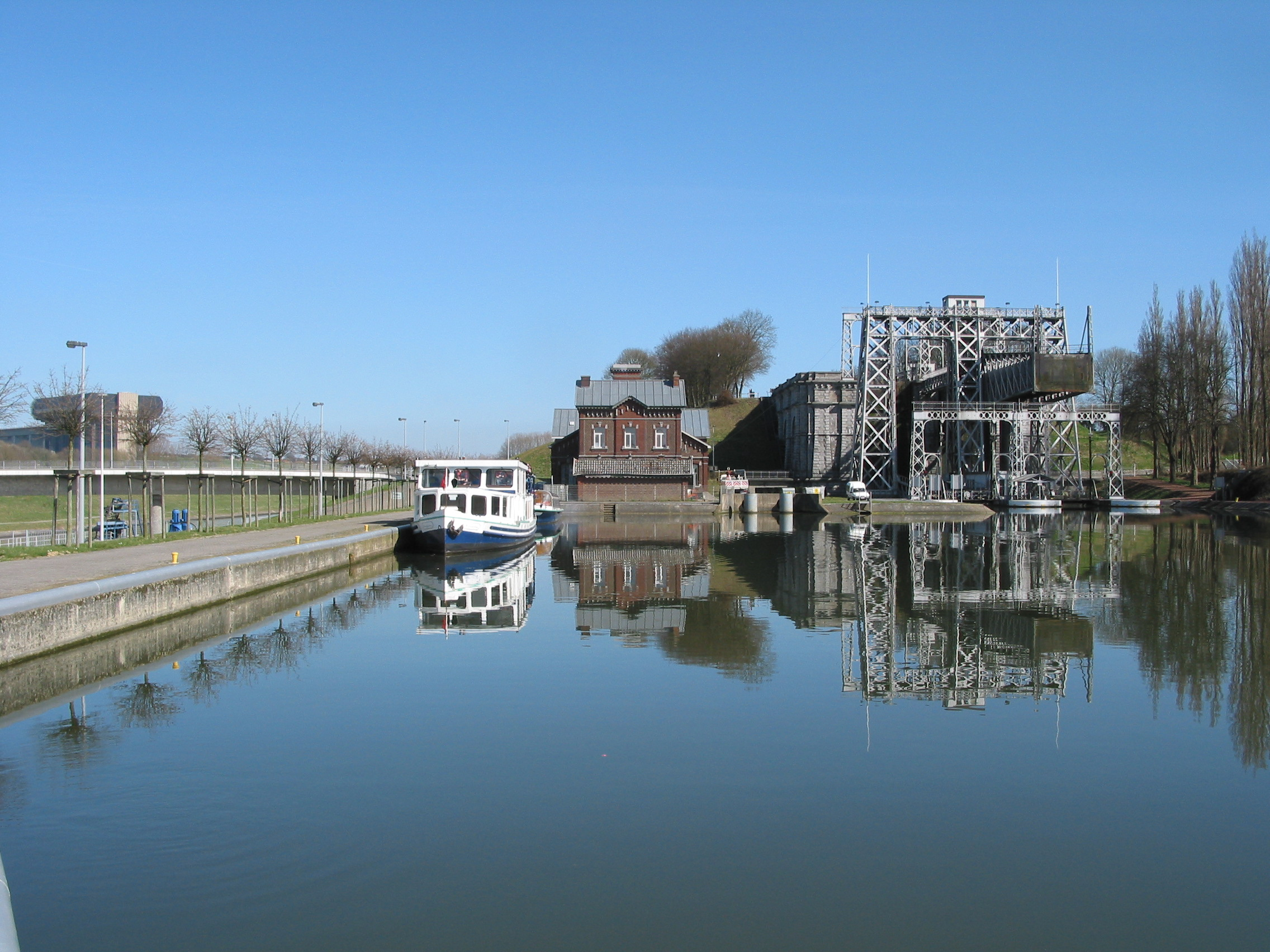
Thieu: ascensore idraulico numero 4 e, a sinistra sullo sfondo, la moderna funivia di Strépy-Thieu.

Gli ascensori idraulici del Canal du Centre sono un sistema di quattro elevatori per barche vicino alla città di La Louvière, nella provincia dell'Hainaut, in Belgio. Lungo un tratto di 7 chilometri del Canal du Centre, che unisce i fiumi Mosa e Schelda, il livello dell'acqua cresce di 66,2 metri. Per superare questo dislivello vennero appunto costruiti i quattro sollevatori, il primo nel 1888 e gli altri tre nel 1917.
Gli ascensori idraulici sono doppi, consistono infatti di due vasche verticali mobili, ognuna delle quali e supportata al centro da una colonna di ferro. Le due colonne sono unite idraulicamente in un modo tale che, quando una vasca sale, l'altra scende, bilanciando i pesi l'una dell'altra.
Questi quattro monumenti industriali sono stati inclusi nell'elenco dei Patrimoni dell'umanità dell'UNESCO nel 1998. Degli otto ascensori idraulici costruiti fra la fine del XIX e l'inizio del XX secolo, i quattro del Canal du Centre sono gli unici tuttora funzionanti nel modo originariamente progettato.
A partire dal 2002 l'uso degli ascensori è stato limitato a puro scopo turistico. Il traffico commerciale oggi evita i quattro antichi ascensori per usufruire dell'enorme elevatore per barche di Strépy-Thieu, il cui dislivello di 73 metri è stato il maggiore del mondo fino al 2016, quando venne inaugurato l'ascensore di 113 metri della diga delle Tre Gole.
Nel mese di gennaio del 2002 un malfunzionamento all'elevatore numero 1 ne causò l'inizio della risalita mentre un'imbarcazione stava uscendo; a causa di questo incidente l'ascensore venne chiuso. Una completa riparazione cominciò solo nel 2005.

## I quattro ascensori
| Ascensore | Località            | Dislivello |
| --------- | ------------------- | ---------- |
| No. 1     | Houdeng-Goegnies    | 15.40m     |
| No. 2     | Houdeng-Aimeries    | 16.93m     |
| No. 3     | Strépy-Bracquegnies | 16.93m     |
| No. 4     | Thieu               | 16.93m     |